# Bollate
Bollate là một đô thị ở tỉnh Milano thuộc vùng Lombardia của Italia, khoảng 10 km về phía tây bắc củaMilano. Đến thời điểm 31 tháng 12 năm 2004, dân số đô thị này là37.556 người, diện tích là15.9 km².
Đô thịBollate có các frazioni (đơn vị cấp dưới, chủ yếu là làng) Cascina del Sole, Cassina Nuova, Castellazzovà Ospiate. In 2004 the former frazione of Baranzate was detached to form a new Comune.
Bollate giáp các đô thị: Paderno Dugnano, Senago, Garbagnate Milanese, Arese, Cormano, Novate Milanese, Baranzate, Milano.